# An-Nabi Salih
Nabi Salih (arab. ‏النبي صالح‎, an-Nabī Ṣāliḥ) – wieś w Palestynie, w muhafazie Ramallah i Al-Bira. Według danych szacunkowych Palestyńskiego Centralnego Biura Statystycznego w 2016 roku miejscowość liczyła 683 mieszkańców.
Mieszkańcy Nabi Salih organizują cotygodniowe demonstracje od 2009 r., protestując przeciwko rozszerzaniu izraelskiej osady Challamisz.